# Obertura anglesa
L'obertura anglesa és una obertura d'escacs altament transposicional classificada com a obertura de flanc, que es caracteritza per la primera jugada blanca 1. c4.
|  |

## Introducció
Es tracta d'una obertura de flanc, i és la quarta manera més popular d'iniciar una partida i, d'acord amb diverses bases de dades, està entre la segona i la quarta més exitosa d'entre les vint possibles primeres jugades de les blanques. El blanc comença la lluita pel centre lluitant per la casella d5 des del flanc, a l'estil, hipermodern. Tot i que moltes línies de l'anglesa tenen un caràcter diferenciat, l'obertura és usada sovint com a eina per transposar a altres obertures, de la mateixa manera que 1.Cf3 – per evitar algunes de les més freqüents defenses contra 1.d4 com ara la Nimzoíndia o la Grünfeld, i és considerada fiable i flexible.
El nom deriva del (no oficial) Campió del món anglès Howard Staunton, qui la va jugar durant el seu matx de 1843 contra Saint-Amant, i al torneig de Londres 1851, el primer torneig internacional de la història. No va tenir èxit entre els contemporanis de Staunton, i només va començar a posar-se de moda en el segle xx. Actualment és reconeguda com una obertura sòlida que pot emprar-se tant per assolir posicions clàssiques com hipermodernes. Mikhaïl Botvínnik, Tigran Petrossian, Anatoli Kàrpov, i Garri Kaspàrov van tots ells fer servir aquesta obertura durant els seus matxs pel campionat del món. Bobby Fischer va crear un gran enrenou quan va canviar l'1.e4 que havia emprat fins llavors de manera pràcticament universal, per 1.c4, fent-la servir contra Lev Polugaievski i Oscar Panno a l'Interzonal de Palma de 1970 i durant el seu matx pel campionat del món de 1972 contra Borís Spasski.

## Codis ECO
L'Encyclopaedia of Chess Openings classifica l'anglesa sota els codis A10 a A39:
- A10 1.c4
- A11 1.c4 c6
- A12 1.c4 c6 2.Cf3 d5 3.b3
- A13 1.c4 e6
- A14 1.c4 e6 2.Cf3 d5 3.g3 Cf6 4.Ag2 Ae7 5.0-0
- A15 1.c4 Cf6
- A16 1.c4 Cf6 2.Cc3
- A17 1.c4 Cf6 2.Cc3 e6
- A18 1.c4 Cf6 2.Cc3 e6 3.e4 (variant Mikenas-Carls)
- A19 1.c4 Cf6 2.Cc3 e6 3.e4 c5
- A20 1.c4 e5
- A21 1.c4 e5 2.Cc3
- A22 1.c4 e5 2.Cc3 Cf6
- A23 1.c4 e5 2.Cc3 Cf6 3.g3 c6 (sistema Bremen, variant Keres)
- A24 1.c4 e5 2.Cc3 Cf6 3.g3 g6 (sistema Bremen amb ...g6)
- A25 1.c4 e5 2.Cc3 Cc6
- A26 1.c4 e5 2.Cc3 Cc6 3.g3 g6 4.Ag2 Ag7 5.d3 d6
- A27 1.c4 e5 2.Cc3 Cc6 3.Cf3 (sistema dels tres cavalls)
- A28 1.c4 e5 2.Cc3 Cc6 3.Cf3 Cf6
- A29 1.c4 e5 2.Cc3 Cc6 3.Cf3 Cf6 4. g3 (quatre cavalls, fianquet de rei)
- A30 1.c4 c5 (variant simètrica)
- A31 1.c4 c5 2.Cf3 Cf6 3.d4 (simètrica, formació Benoni)
- A32 1.c4 c5 2.Cf3 Cf6 3.d4 cxd4 4.Cxd4 e6
- A33 1.c4 c5 2.Cf3 Cf6 3.d4 cxd4 4.Cxd4 e6 5.Cc3 Cc6
- A34 1.c4 c5 2.Cc3
- A35 1.c4 c5 2.Cc3 Cc6
- A36 1.c4 c5 2.Cc3 Cc6 3.g3
- A37 1.c4 c5 2.Cc3 Cc6 3.g3 g6 4.Ag2 Ag7 5.Cf3
- A38 1.c4 c5 2.Cc3 Cc6 3.g3 g6 4.Ag2 Ag7 5.Cf3 Cf6
- A39 1.c4 c5 2.Cc3 Cc6 3.g3 g6 4.Ag2 Ag7 5.Cf3 Cf6 6.0-0 0-0 7.d4